# 布洛涅-比扬古市政厅

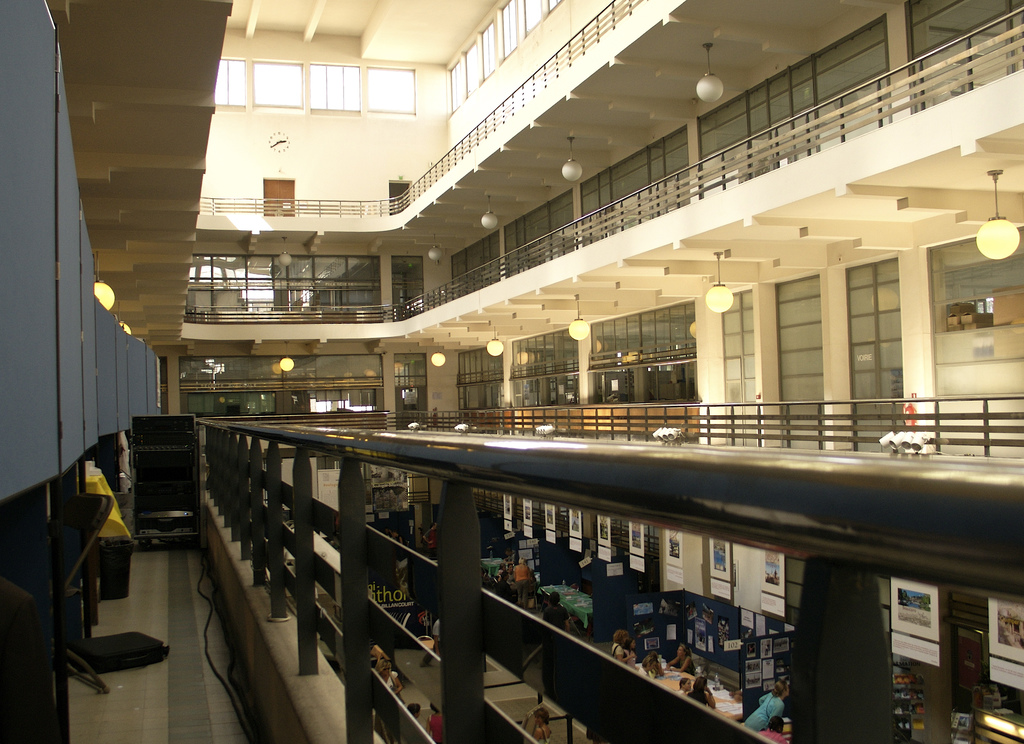

布洛涅-比扬古市政厅（Hôtel de ville de Boulogne-Billancourt）是法国法兰西岛大区上塞纳省的布洛涅-比扬古的市政厅，位于市中心的安德烈·莫里泽大街26号，邮政局（Hôtel des postes）对面，靠近地铁马塞尔·桑巴站。

## 建筑

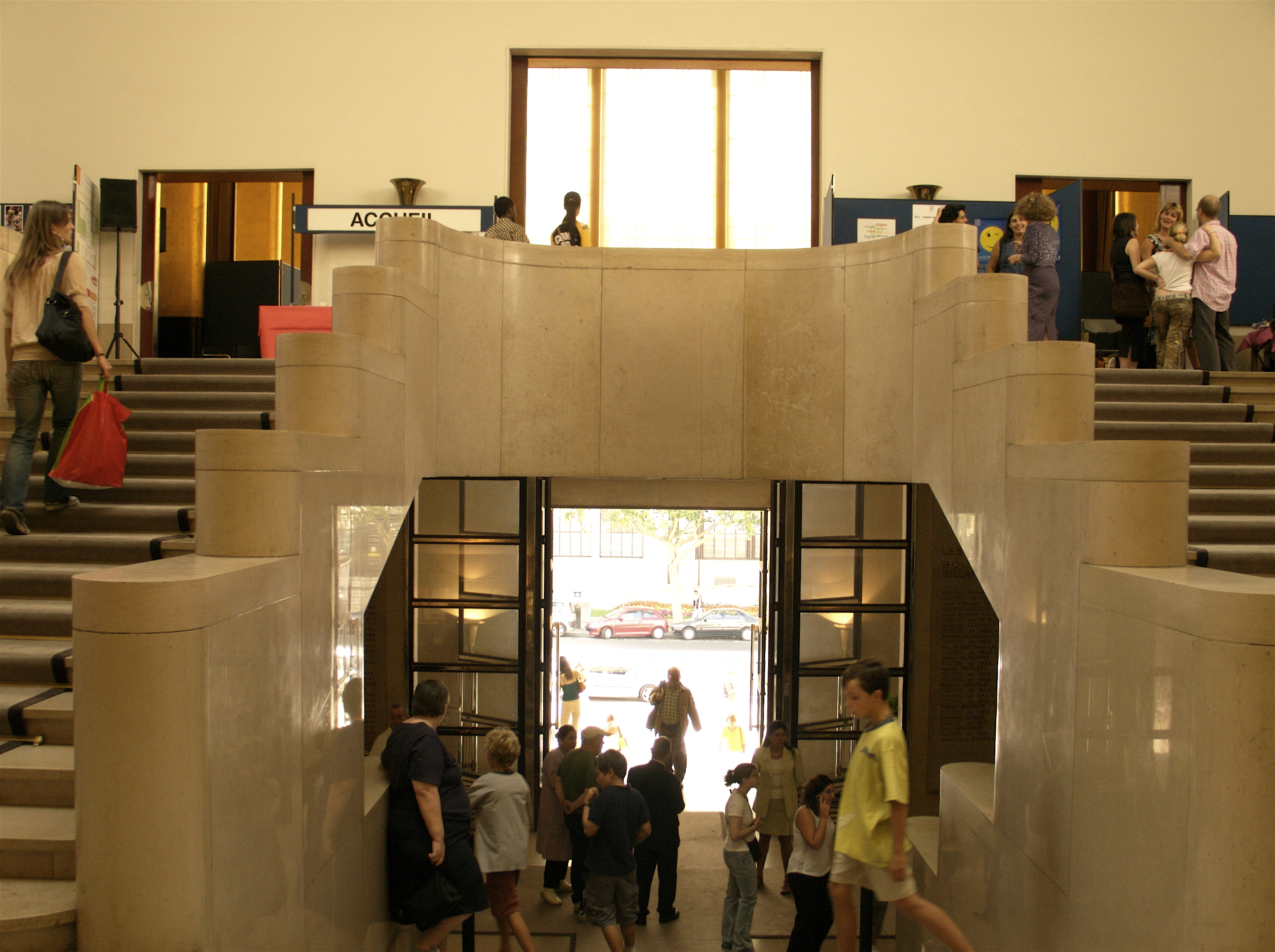
楼梯

该建筑由两座钢筋混凝土建筑组成，形状为平行六面体。建筑风格为20世纪20年代和30年代布洛涅-比扬古流行的装饰风艺术风格。

## 历史
1919年，安德烈·莫里泽（1875-1942）当选布洛涅-比扬古市长后，倡议建造一个重要的市政厅。1925年，他派遣一个代表团前往比利时，观察那里的现代公共建筑；莫里泽对斯哈尔贝克市政厅很感兴趣，选择建筑师托尼·加尼埃进行设计。
市政厅建于1931-1934年；由于托尼·加尼埃由于无法指挥这项工作，改由安德烈·莫里泽的建筑师兼妹夫 雅克-庞桑负责。
1975年1月15日，其立面和屋顶列为法国历史遗迹。

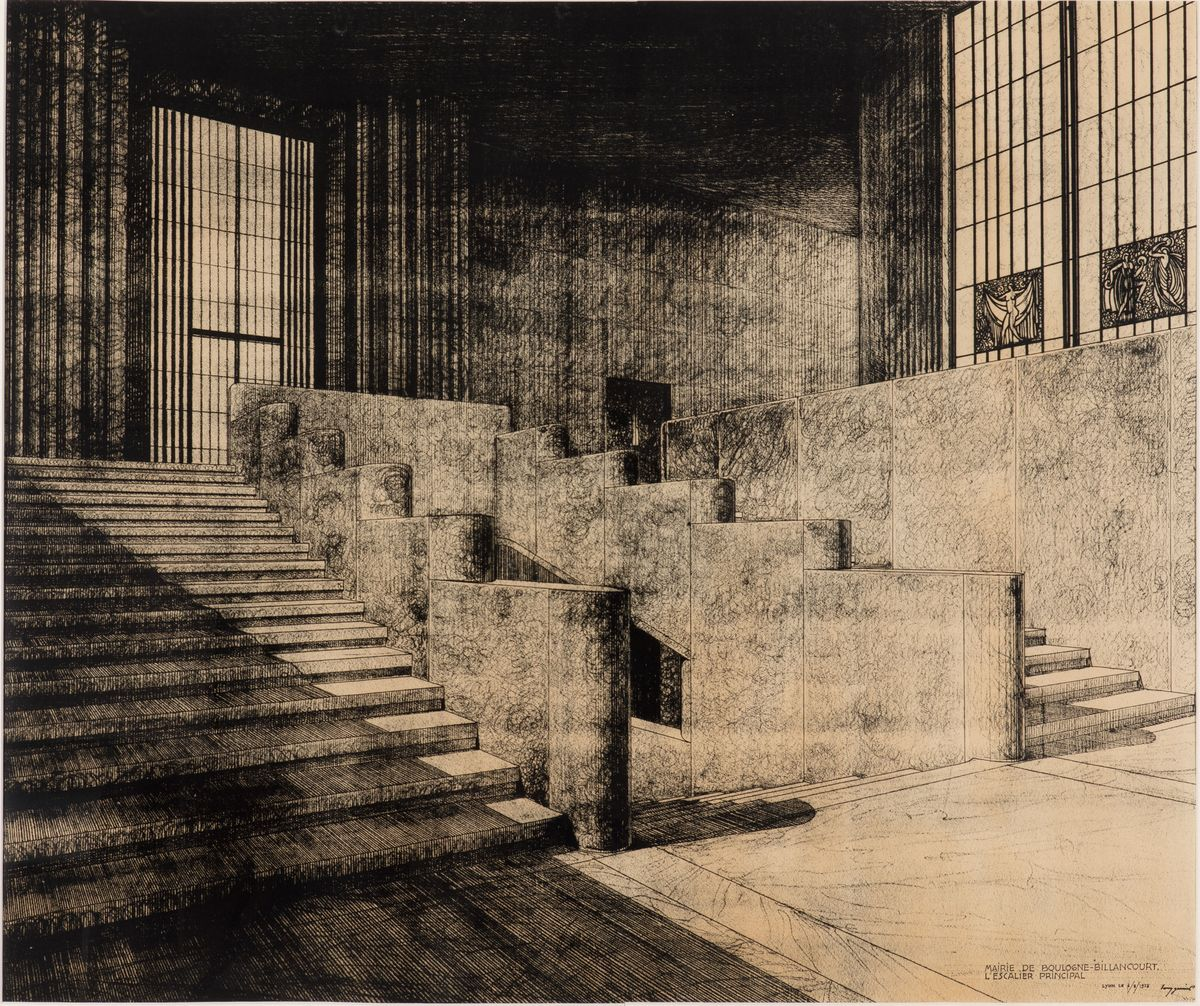
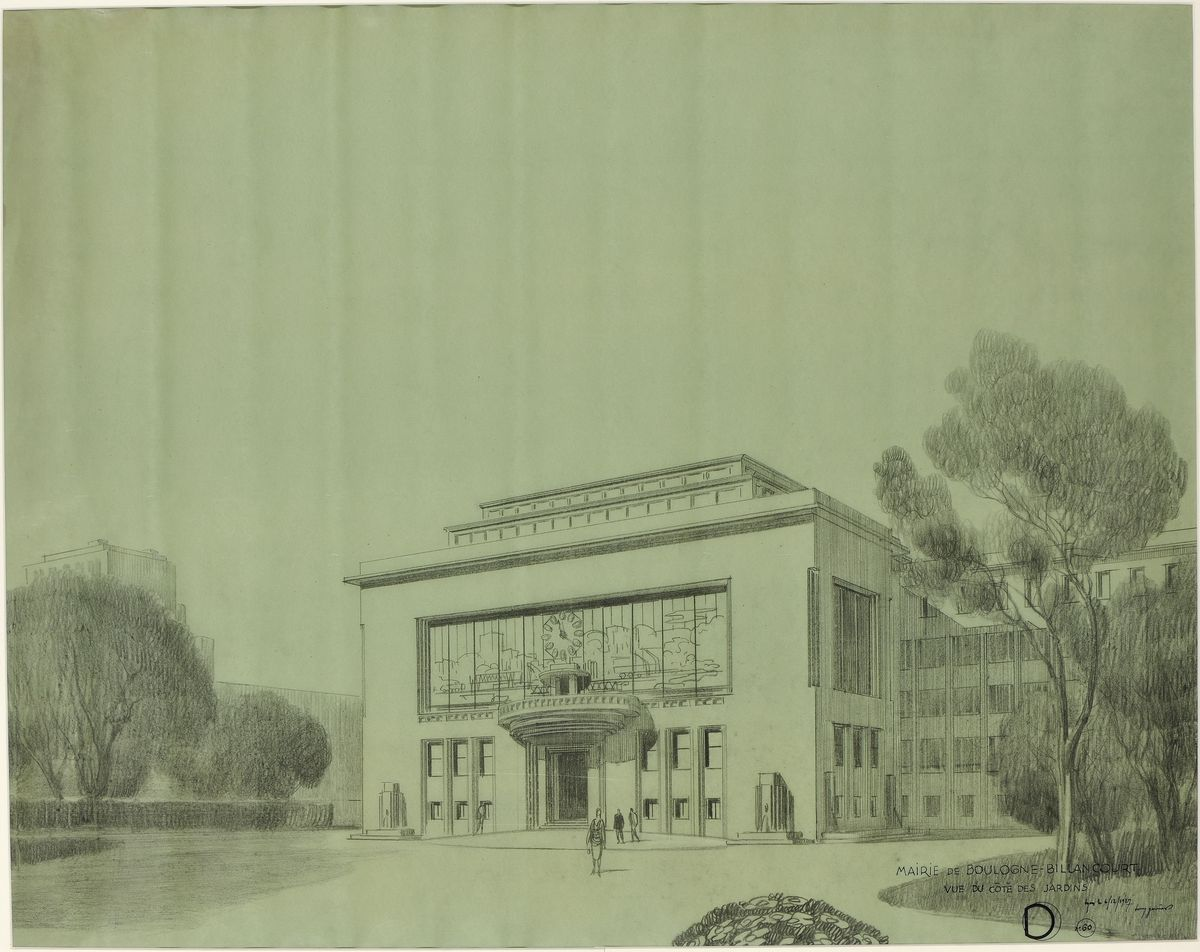
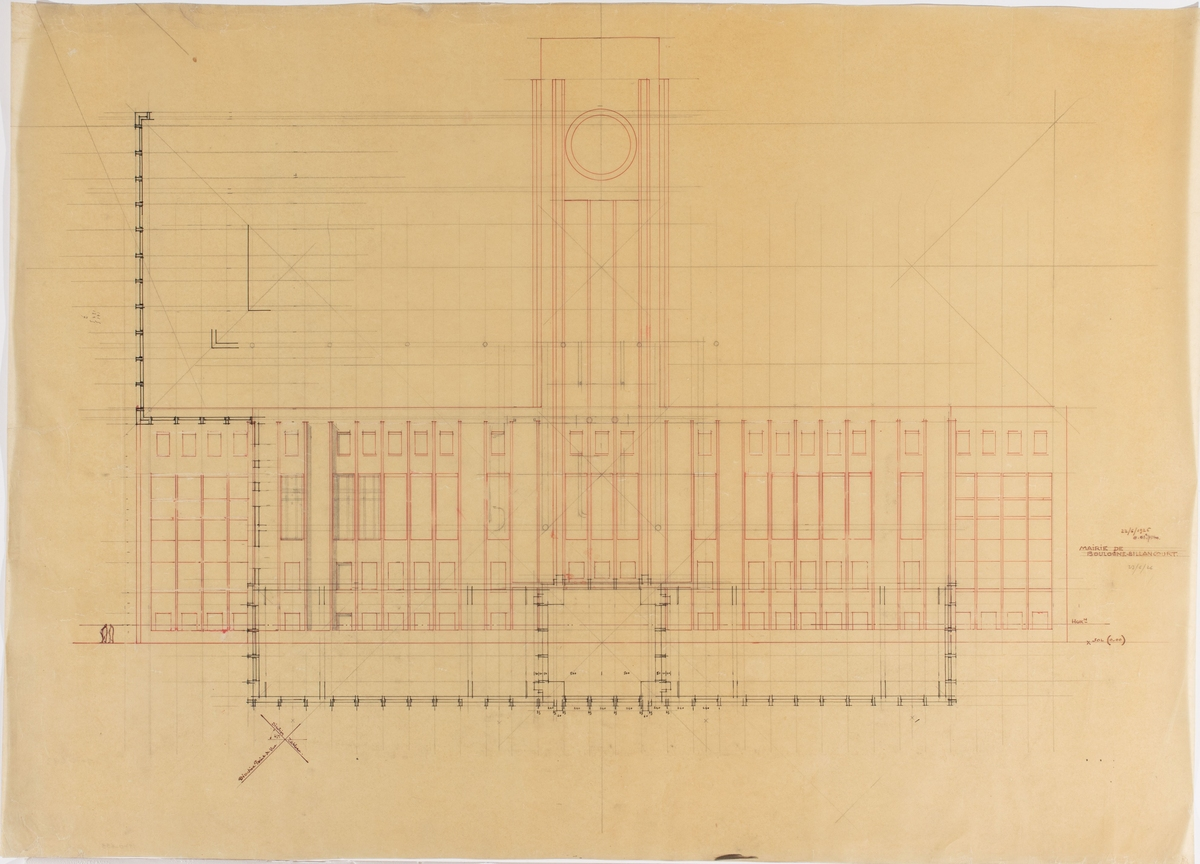
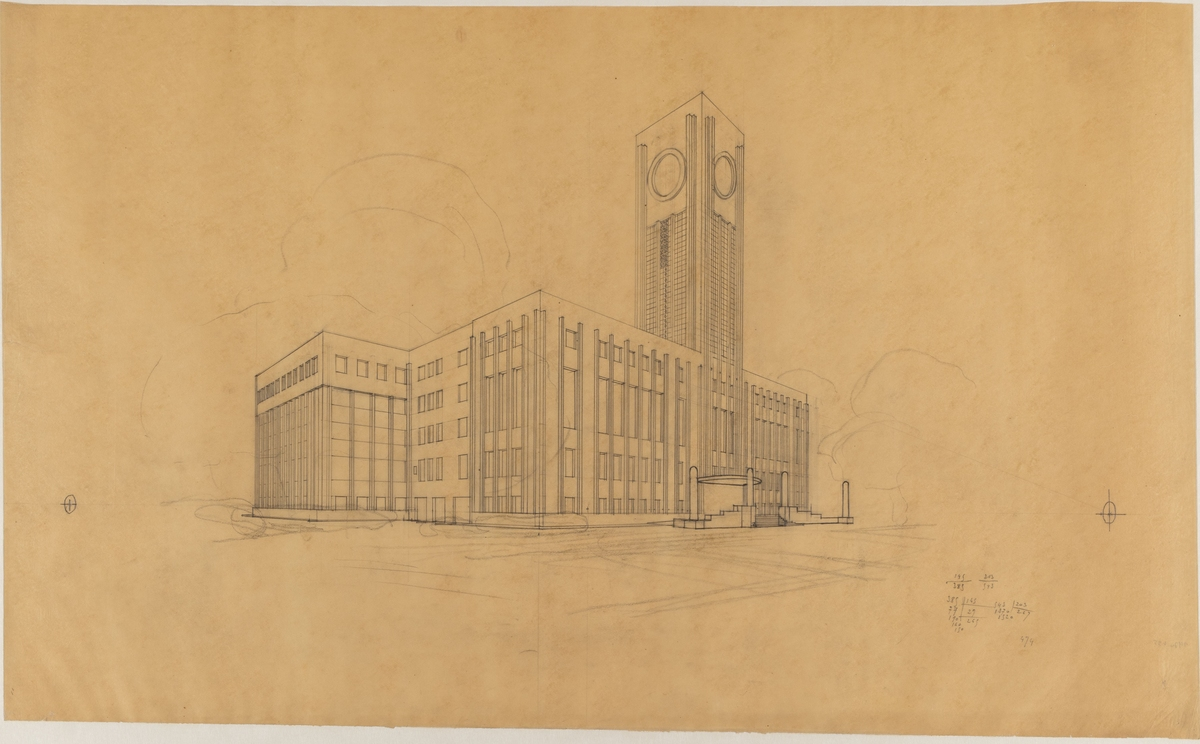
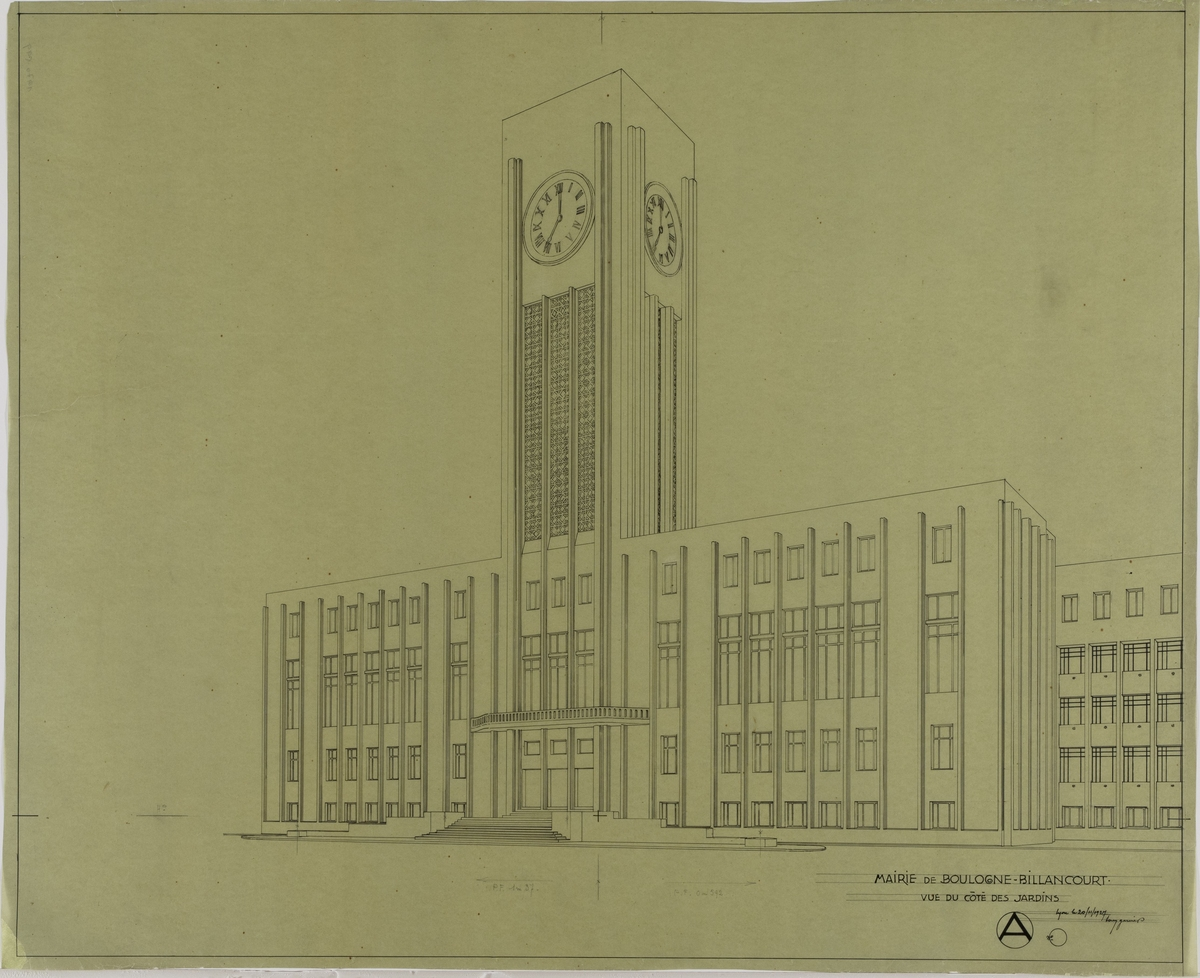
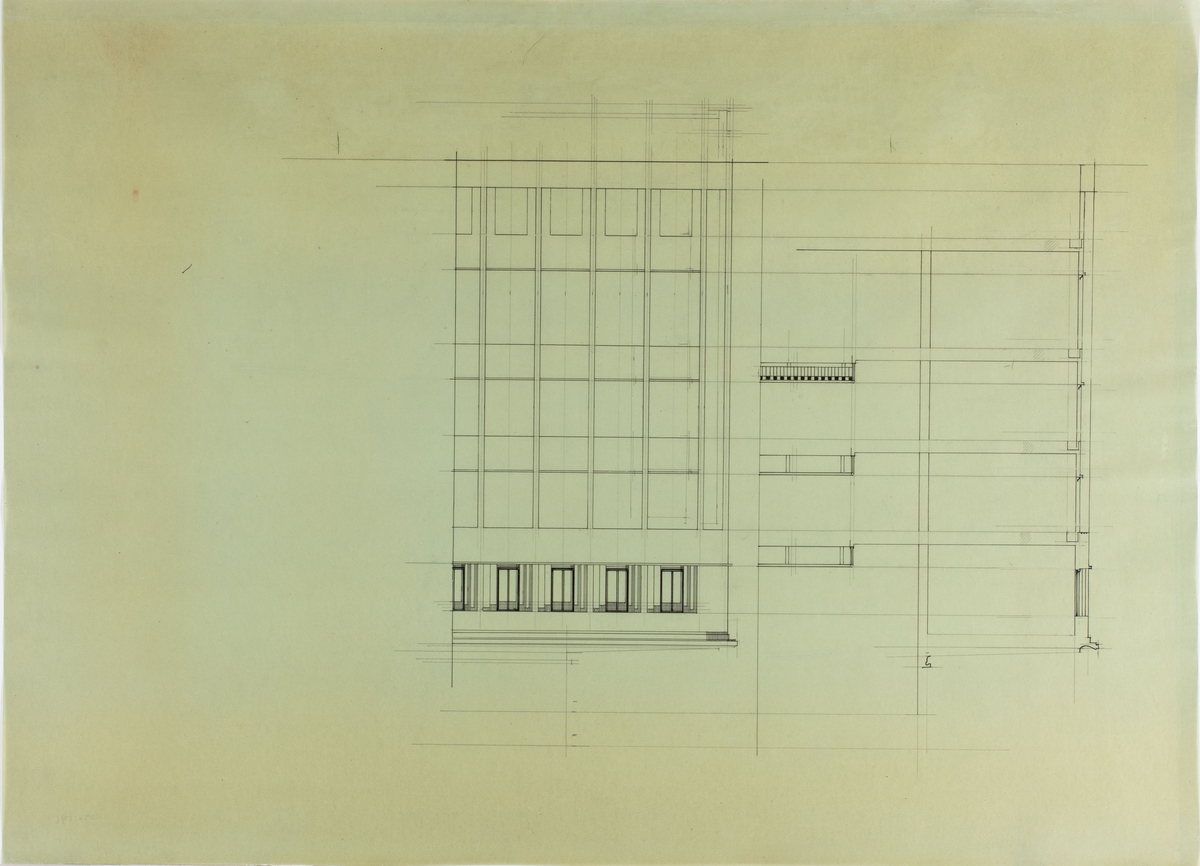
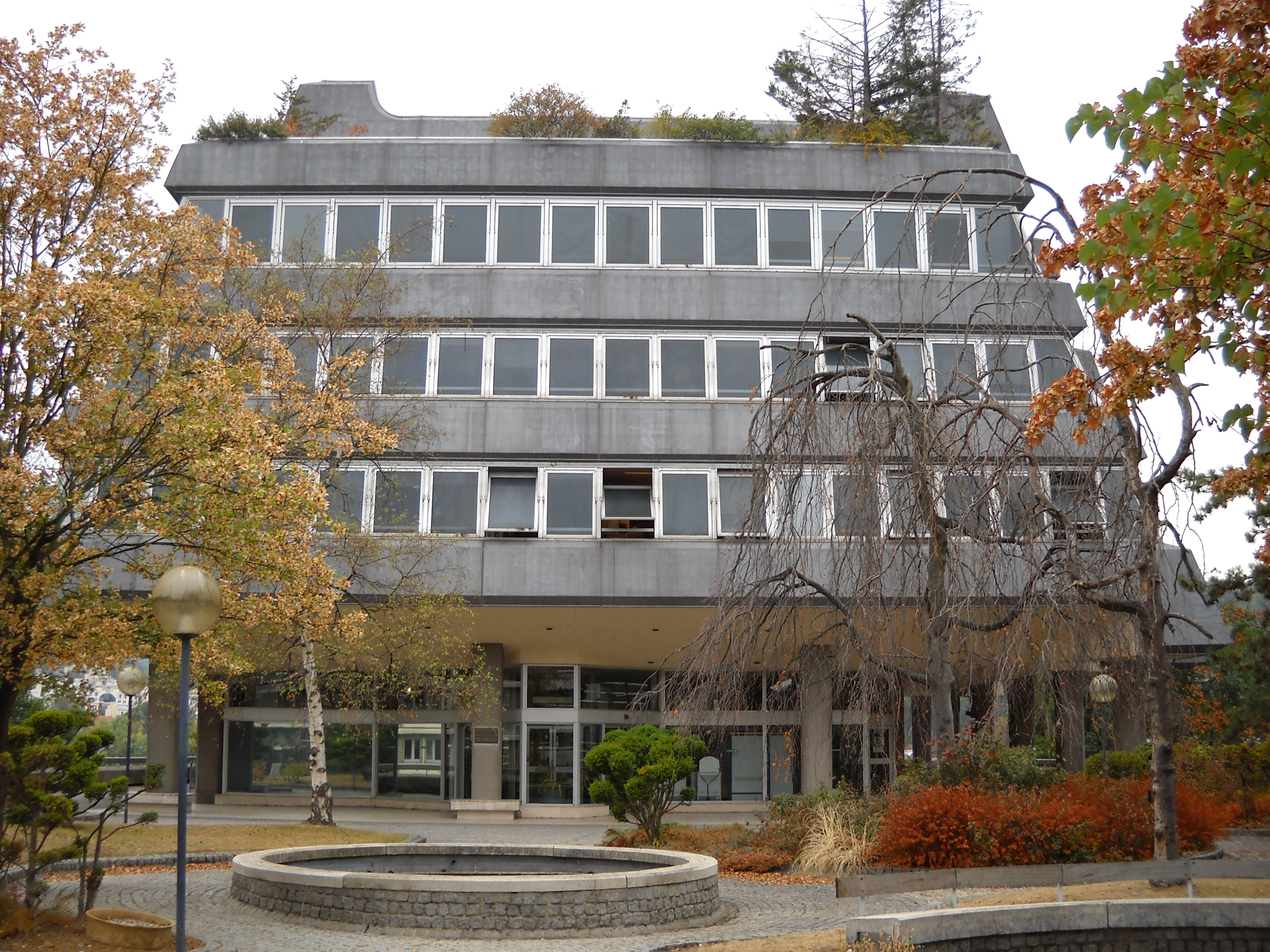